# Michael Lohberg
Michael Lohberg (* 1950 in Krefeld; † 4. April 2011 in Boca Raton, Florida) war ein deutscher Schwimmtrainer.

## Werdegang
Lohberg studierte Mathematik an der Universität Köln und Physiologie an der Deutschen Sporthochschule Köln. Als Trainer begann er seine Karriere in Krefeld bei den Schwimm-Sport-Freunden (SSF). Ende der 1980er Jahre führte er die Schwimm- und Sportfreunde Bonn fünf Mal zur Deutschen Mannschaftsmeisterschaft. Nach seiner Übersiedlung in die Vereinigten Staaten trainierte er die St. Croix Dolphins und die Mission Bay Mako's, bevor er sich dauerhaft in Florida niederließ.
Lohberg führte zwischen 1984 und 2004 die von ihm betreuten Athleten zu sechs Olympischen Spielen, darunter Anne Poleska und Wladislaw Poljakow. Er war 2008 auch Trainer von Dara Torres, die bei den Olympischen Spielen drei Silbermedaillen gewann.
Kurz vor den Olympischen Spielen 2008 wurde bei ihm Aplastische Anämie diagnostiziert. An den Folgen der Krankheit starb er im April 2011. Lohberg war verheiratet und hatte zwei Kinder.